# Robert Bullock

Robert Bullock

Robert Bullock (* 8. Dezember 1828 in Greenville, North Carolina; † 27. Juli 1905 in Ocala, Florida) war ein Jurist, Politiker und Brigadegeneral der Konföderierten Staaten von Amerika im Sezessionskrieg.

## Leben
Bullock wurde 1828 im Granville County in North Carolina geboren und arbeitete später in Florida als Rechtsanwalt. Bei Ausbruch des Bürgerkriegs trat er ins Heer der Konföderierten ein und wurde Hauptmann im 7. Florida-Infanterie-Regiment. Bei der Schlacht am Stones River vom 31. Dezember 1862 bis zum 2. Januar 1863 wurde er verwundet. Nach seiner Genesung kam er zurück in den aktiven Dienst und führte seine Truppen bei der Schlacht am Chickamauga am 19. und 20. September 1863. In dieser Schlacht verlor er viele seiner Männer, konnte aber auch rund 150 Gefangene machen. Danach nahm er am Atlanta-Feldzug vom Mai bis September 1864 teil und wurde zum Brigadegeneral befördert.
Nach dem Bürgerkrieg ging Bullock zurück nach Florida und arbeitete weiterhin als Anwalt. 1866 wurde er Bezirksrichter im Marion County. 1879 wurde er in das Repräsentantenhaus von Florida gewählt. Vom 4. März 1889 bis zum 3. März 1893 gehörte er als Abgeordneter der Demokratischen Partei dem Repräsentantenhaus der Vereinigten Staaten an. Von 1903 bis zu seinem Tod war er erneut als Richter im Marion County tätig. Er starb am 27. Juli 1905 während einer Bezirksgerichtsverhandlung, die er leitete.